# Matola
Matola – miasto w południowym Mozambiku, zachodnie przedmieście stolicy kraju Maputo, stolica prowincji Maputo. W 2017 roku miasto liczyło ponad 1 mln mieszkańców (drugie pod względem liczby ludności miasto Mozambiku).
Ważny port morski (Matola Rio) w zakresie handlu zbożami, ropą naftową, aluminium i węglem. Ośrodek przemysłowy m.in. produkcja cementu oraz artykułów zaopatrzenia rolnictwa (nawozy mineralne). Miasto jest węzłem drogowym.
W przeciągu 10 lat (od 2007 roku) w Matola odnotowano intensywny ponad 53% wzrost liczby ludności.
Północno-zachodnią granicę miasta wyznacza rzeka Matola, o długości ok. 30 km, wpadająca do Zatoki Maputo.